# Gaspard de Tournon
Gaspard de Tournon (mort en 1520) est un ecclésiastique français du XVIe siècle qui fut évêque de Valence de 1505 à sa mort.

## Biographie
Gaspard de Tournon est le cinquième fils Jacques II de Tournon, chambellan du roi Charles VIII de France, et de Jeanne de Polignac et le frère de l'influent cardinal de François de Tournon. Il est pourvu en commende des abbayes de Saint-Chaffre en 1500, de Mazan en 1507 et de Cruas en 1517. Il est désigné le 17 mars 1503 avec l'agrément du Saint-Siège, de l'archevêque de Vienne, du roi de France et du parlement de Grenoble comme commendataire de l'évêché de Valence. Après l'éviction de son compétiteur  Urbain de Miolans, candidat du duc Charles III de Savoie, il prend possession de son siège le 17 février 1505 et meurt en 1520. 